# Lista do Patrimônio Mundial na Itália
A Organização das Nações Unidas para a Educação, a Ciência e a Cultura (UNESCO) propôs um plano de proteção aos bens culturais do mundo, através do Comité sobre a Proteção do Património Mundial Cultural e Natural, aprovado em 1972. Esta é uma lista do Patrimônio Mundial existente na Itália, especificamente classificada pela UNESCO e elaborada de acordo com dez principais critérios cujos pontos são julgados por especialistas na área. A Itália, país que concentra um amplo legado histórico e cultural da era romana e cujos sítios atestam a grande influência desta civilização em todo o mundo ocidental, ratificou a convenção em 23 de junho de 1978, tornando seus locais históricos elegíveis para inclusão na lista.
O sítio Arte Rupestre do Vale Camonica foi o primeiro local da Itália incluído na lista do Patrimônio Mundial da UNESCO por ocasião da 3.ª Sessão do Comitê do Património Mundial, realizada em Luxor (Egito) em 1979. Desde a mais recente adesão à lista, a Itália totaliza 60 sítios classificados como Patrimônio da Humanidade, sendo 54 deles de interesse Cultural e os 6 demais de interesse Natural. A Itália é o país com maior número de locais designados pela UNESCO, sendo seguida pela República Popular da China (com 59 propriedades) e a Alemanha (com 54 propriedades).

## Bens culturais e naturais
A Itália conta atualmente com os seguintes lugares declarados como Patrimônio da Humanidade pela UNESCO:
| | Arte Rupestre do Vale Camonica |
| Bem cultural inscrito em 1979. |                                |
| Localização: Lombardia |                                |
| Situado na planície da Lombardia, o sítio do Vale Camonica abriga um dos conjuntos mais densos de petróglifos pré-históricos descobertos até hoje. Mais de 140.000 figuras e símbolos esculpidos na rocha ao longo de 8.000 anos mostram cenas de trabalho agrícola, navegação, guerra e magia. (UNESCO/BPI) |                                |

| | Centro Histórico de Roma, Propriedades da Santa Sé e Basílica de São Paulo Extramuros |
| Bem cultural inscrito em 1980, estendido em 1990. |                                                                                       |
| Este bem é compartilhado com: Vaticano. |                                                                                       |
| Localização: Lazio |                                                                                       |
| Fundada por Rômulo e Remo em 753 a.C. segundo a lenda, Roma foi originalmente a capital da República Romana e do Império e, a partir do século IV, a da esfera cristã. O Patrimônio Mundial, expandido em 1990 para os muros do VIII urbano, compreende alguns dos principais monumentos da antiguidade, como os fóruns, os mausoléus de Augusto e Adriano, as colunas de Trajano e Marco Aurélio e o Panteão, bem como os edifícios públicos e religiosos de Roma papal. (UNESCO/BPI) |                                                                                       |

| | Igreja e Convento Dominicano de Santa Maria delle Grazie com "A Última Ceia" de Leonardo da Vinci |
| Bem cultural inscrito em 1980. |                                                                                                   |
| Localização: Lombardia |                                                                                                   |
| Construído em Milão a partir de 1463 e renovado por Bramante no final do século XV, o conjunto arquitetônico do convento de Santa Maria delle Grazie abriga na parede norte de seu refeitório uma obra-prima sem paralelo no mundo: o afresco de “La Last Ceia”, pintado entre 1495 e 1497 por Leonardo da Vinci, que abriu uma nova era na história da arte. (UNESCO/BPI) |                                                                                                   |

| | Centro Histórico de Florença |
| Bem cultural inscrito em 1982. |                              |
| Localização: Toscana |                              |
| Construída no local de um vilarejo etrusco, Florença, símbolo do Renascimento, desempenhou um importante papel econômico e cultural nos séculos XV e XVI sob o domínio dos Médici. Seiscentos anos de criatividade de gênios da arte como Giotto, Brunelleschi, Botticelli e Michelangelo deixaram sua marca na catedral do século XIII, nas igrejas de Santa Maria del Fiore e Santa Croce, no Palazzo delle Oficios e no Palazzo Pitti, entre outros monumentos. (UNESCO/BPI) |                              |

| | Piazza dei Miracoli |
| Bem cultural inscrito em 1987, estendido em 2007. |                     |
| Localização: Toscana |                     |
| No vasto gramado da Piazza del Duomo de Pisa ergue-se um complexo monumental mundialmente famoso, composto pelo Duomo (catedral), o Batistério, o Campanile (a famosa "Torre Inclinada") e o Campo Santo. Estas quatro obras-primas da arquitetura medieval exerceram uma grande influência nas artes monumentais da Itália entre os séculos XI e XIV. (UNESCO/BPI) |                     |

| | Veneza e sua Lagoa |
| Bem cultural inscrito em 1987. |                    |
| Localização: Vêneto |                    |
| Fundada no século V, esta cidade lacustre é composta por 118 ilhéus. No século X tornou-se uma grande potência marítima. Veneza é, como um todo, uma obra-prima arquitetônica e até mesmo o menor de seus monumentos abriga obras dos maiores artistas de todos os tempos, como Giorgione, Ticiano, Veronese e Tintoretto, entre outros. (UNESCO/BPI) |                    |

| | Centro Histórico de San Gimignano |
| Bem cultural inscrito em 1990. |                                   |
| Localização: Toscana |                                   |
| Localizada na região da Toscana, 56 quilômetros ao sul de Florença, a cidade de San Gimignano delle belle Torri era um importante ponto de parada para os peregrinos que iam e vinham de Roma pela Via Francigena. As famílias patrícias que governavam a cidade construíram 72 casas-torre de até 50 metros de altura, verdadeiros símbolos de sua riqueza e poder. Embora apenas 14 desses monumentos permaneçam, San Gimignano manteve sua aparência e atmosfera feudal. A cidade também possui obras-primas da arte italiana dos séculos XIV e XV. (UNESCO/BPI) |                                   |

| | Sassi di Matera |
| Bem cultural inscrito em 1993. |                 |
| Localização: Basilicata |                 |
| Situado na região da Basilicata, este sítio possui o conjunto de habitações trogloditas mais extraordinário e melhor conservado da bacia mediterrânica, perfeitamente adaptado à morfologia do terreno e ao ecossistema da zona. Os sucessivos assentamentos do homem neste local, desde o Paleolítico, ilustram toda uma série de importantes etapas da história da humanidade. (UNESCO/BPI) |                 |

| | Cidade de Vicenza e Villas de Palladio no Véneto |
| Bem cultural inscrito em 1994, estendido em 1996. |                                                  |
| Localização: Vêneto |                                                  |
| Localizada no norte da Itália, Vicenza foi fundada no século II a.C. e prosperou sob o domínio veneziano, desde o início do século XV até o final do XVIII. A obra de Andrea Palladio (1508-1580), baseada em um profundo estudo da arquitetura clássica romana, deu à cidade um cunho excepcional. As construções urbanas deste arquiteto, bem como as vilas de campo que construiu em toda a região do Vêneto, tiveram uma influência decisiva na arquitetura dos séculos seguintes, dando origem a um estilo arquitetônico peculiar – o palladianismo – que se espalhou por alguns países europeus como Inglaterra, e também pela América do Norte. (UNESCO/BPI) |                                                  |

| | Centro Histórico de Nápoles |
| Bem cultural inscrito em 1995, estendido em 2011. |                             |
| Localização: Campânia |                             |
| Nápoles preservou a marca das sucessivas culturas da bacia do Mediterrâneo e da Europa, desde o tempo da colônia grega de Neapolis, fundada em 470 a.C, até os tempos modernos. Assim, o seu centro histórico é um local excepcional dotado de notáveis monumentos como a igreja de Santa Clara ou o Castel Nuovo, entre muitos outros. (UNESCO/BPI) |                             |

| | Centro Histórico de Siena |
| Bem cultural inscrito em 1995. |                           |
| Localização: Toscana |                           |
| Siena é a personificação da cidade medieval por excelência. Depois de projetar sua rivalidade com Florença no traçado urbanístico, seus habitantes perseguiram ao longo dos séculos a realização de um "sonho gótico" e souberam preservar a aparência que sua cidade assumiu entre os séculos XII e XV. Nessa época, Duccio, os irmãos Lorenzetti e Simone Martini traçavam os caminhos da arte italiana e europeia. Toda a cidade foi construída em torno da Piazza del Campo e foi concebida como uma obra de arte fundida com a paisagem circundante. (UNESCO/BPI) |                           |

| | Crespi d'Adda |
| Bem cultural inscrito em 1995. |               |
| Localização: Lombardia |               |
| Localizada em Capriate San Gervasio (Lombardia), a cidade de Crespi d'Adda é um exemplo excepcional das "cidades operárias" construídas nos séculos XIX e XX na Europa e nos Estados Unidos por industriais filantrópicos ansiosos por atender às necessidades de seus trabalhadores. O local foi preservado intacto e as atividades industriais são parcialmente mantidas, embora a evolução da situação socioeconômica represente uma ameaça à sua sobrevivência. (UNESCO/BPI) |               |

| | Ferrara, Cidade do Renascimento e o seu Delta do Pó |
| Bem cultural inscrito em 1995, estendido em 1999. |                                                     |
| Localização: Emília-Romanha |                                                     |
| Nascida junto a um vau do rio Pó, a cidade de Ferrara tornou-se nos séculos XV e XVI um importante foco das artes e da vida intelectual, atraindo os mais ilustres artistas e génios do Renascimento italiano. Piero della Francesca, Jacopo Bellini e Andrea Mantegna decoravam os palácios da família governante Este. Foi em Ferrara que a visão humanista da cidade ideal se materializou com os bairros construídos a partir de 1492 por Biagio Rossetti, que aplicou os novos princípios da perspectiva. A obra de Rosetti foi o ponto de partida do planejamento urbano moderno e deixaria uma marca profunda em sua evolução posterior. (UNESCO/BPI) |                                                     |

| | Castel del Monte |
| Bem cultural inscrito em 1996. |                  |
| Localização: Apúlia |                  |
| Construído no século XIII por ordem do imperador Frederico II, no sul da península italiana, perto de Bari, este castelo é um exemplo único da arquitetura militar medieval. A sua localização, a perfeição das suas formas e a precisão matemática e astronómica do seu traçado são expoentes do desejo que moveu este soberano de o tornar símbolo dos seus ambiciosos desígnios. Castel del Monte é um exemplo perfeito da fusão das formas arquitetônicas da Antiguidade greco-romana, do Oriente muçulmano e do gótico cisterciense do norte da Europa. (UNESCO/BPI) |                  |

| | Centro Histórico da Cidade de Pienza |
| Bem cultural inscrito em 1996. |                                      |
| Localização: Toscana |                                      |
| Foi nesta cidade toscana que os conceitos urbanos do Renascimento foram aplicados pela primeira vez em 1459, quando o Papa Pio II decidiu transformar sua cidade natal e confiar a execução dessa tarefa a Bernardo Rossellino. Colocando em prática os princípios de seu professor Leon Battista Alberti, este arquiteto construiu a Praça Pio II, onde estão os palácios Piccolomini e Borgia, bem como a catedral. O exterior deste templo é puramente renascentista, enquanto seu interior é inspirado nas igrejas góticas tardias do sul da Alemanha. (UNESCO/BPI) |                                      |

| | Trulli de Alberobello |
| Bem cultural inscrito em 1996. |                       |
| Localização: Apúlia |                       |
| Trulli são habitações de pedra calcária da região sul da Puglia. São exemplos notáveis de construções sem argamassa, executadas ainda hoje com uma técnica herdada dos tempos pré-históricos. Seus telhados em forma de pirâmide, cúpula ou cone são construídos com pedras coletadas nos campos vizinhos. (UNESCO/BPI) |                       |

| | Monumentos Paleocristãos de Ravena |
| Bem cultural inscrito em 1996. |                                    |
| Localização: Emília-Romanha |                                    |
| Capital do Império Romano no século V e da Itália bizantina entre os séculos VI e VIII, Ravena possui uma coleção excepcional de mosaicos e um conjunto de oito monumentos paleocristãos dos séculos V e VI sem paralelo no mundo. Esses monumentos – o mausoléu de Galla Placidia, o batistério de Neon, a basílica de San Apollinaris Nuovo, o batistério ariano, a capela arquiepiscopal, o mausoléu de Teodorico, a igreja de San Vitali e a basílica de San Apollinaris in Classe – mostram a grande mestria artística de seus criadores, que soube fundir maravilhosamente a tradição arquitetônica greco-romana, a iconografia cristã e os diferentes estilos orientais e ocidentais. (UNESCO/BPI) |                                    |

| | Catedral, Torre Civica e Piazza Grande de Módena |
| Bem cultural inscrito em 1997. |                                                  |
| Localização: Emília-Romanha |                                                  |
| Construída no século XII por dois grandes artistas, Lanfranco e Wiligelmo, a magnífica catedral de Modena é uma obra de arte suprema da arte românica primitiva. Juntamente com a praça e a esbelta torre envolvente, este edifício testemunha o vigor da fé que animou os seus construtores, bem como o poder da dinastia Canossa que ordenou a sua construção. (UNESCO/BPI) |                                                  |

| | Costa Amalfitana |
| Bem cultural inscrito em 1997. |                  |
| Localização: Campânia |                  |
| A costa de Amalfi é de grande beleza e possui uma rica biodiversidade natural. Intensamente povoada desde o início da Idade Média, esta região costeira inclui cidades como Amalfi e Ravello, que abrigam obras arquitetônicas e artísticas notáveis. A paisagem rural testemunha a adaptabilidade dos habitantes, que aproveitaram a diversidade do terreno cultivando vinhas e pomares em socalcos construídos nas encostas mais baixas e conservando as terras altas para vastas pastagens. (UNESCO/BPI) |                  |

| | Jardim Botânico de Pádua |
| Bem cultural inscrito em 1997. |                          |
| Localização: Vêneto |                          |
| O primeiro jardim botânico do mundo foi criado em Pádua em 1545. Conservou a sua planta original composta por uma área circular, símbolo do mundo, rodeada por um anel de água. Ao longo do tempo, elementos arquitetônicos (pórticos e balaustradas ornamentais) e elementos funcionais (instalações de bombeamento de água e estufas) foram adicionados a ele. O jardim continua a cumprir a sua função original de centro de investigação científica. (UNESCO/BPI) |                          |

| | Palácio barroco de Caserta e jardins, Aqueduto de Vanvitelli e Complexo arquitectónico de San Leucio |
| Bem cultural inscrito em 1997. | |
| Localização: Vêneto | |
| Construído em meados do século XVIII por Carlos III de Bourbon para rivalizar com Versalhes e o palácio real de Madri, o conjunto monumental de Caserta é excepcional na forma como combina um suntuoso palácio com seus parques e jardins, uma floresta natural, uma série de cabanas de caça e uma fábrica de seda. Materialização eloquente das ideias do Iluminismo, Caserta não se impõe à paisagem natural envolvente, mas integra-se perfeitamente com ela. (UNESCO/BPI) | |

| | Portovenere, Cinque Terre e as Ilhas (Palmaria, Tino e Tinetto) |
| Bem cultural inscrito em 1997. |                                                                 |
| Localização: Ligúria |                                                                 |
| Localizado na costa da Ligúria, entre Cinque Terre e Portovenere, este local possui uma paisagem de grande beleza panorâmica e alto valor cultural. O traçado e disposição das pequenas cidades, bem como a configuração do ambiente natural, não só mostram como o homem superou as dificuldades inerentes aos terrenos íngremes e irregulares, mas também constituem um compêndio da história ininterrupta dos povoamentos. ao longo do último milênio. (UNESCO/BPI) |                                                                 |

| | Residências da Casa de Saboia |
| Bem cultural inscrito em 1997, estendido em 2007. |                               |
| Localização: Piemonte |                               |
| Quando o duque Emmanuel Filiberto de Saboia mudou sua capital para Turim em 1562, queria mostrar o poder de sua família realizando uma vasta série de projetos de construção, que seriam continuados por seus sucessores. Este conjunto de edifícios de grande qualidade, desenhados e decorados pelos melhores artistas e arquitetos da época, tem o seu centro no palácio real situado na "zona governamental" de Turim e estende-se pela paisagem circundante, englobando inúmeras casas de campo e terrenos de caça. (UNESCO/BPI) |                               |

| | Su Nuraxi de Barumini |
| Bem cultural inscrito em 1997. |                       |
| Localização: Sardenha |                       |
| No final do segundo milênio a.C., na Idade do Bronze, um tipo de estrutura defensiva chamada nuraghi foi criado na ilha da Sardenha, sem paralelo no mundo. Os nuraghi são torres circulares, em forma de cones truncados, construídas com silhares e providas de câmaras internas com abóbadas salientes. O exemplo mais belo e completo dessa notável construção arquitetônica pré-histórica é o conjunto Barumini, ampliado e reforçado na primeira metade do primeiro milênio a.C. sob pressão dos cartagineses. (UNESCO/BPI) |                       |

| | Villa Romana del Casale |
| Bem cultural inscrito em 1997. |                         |
| Localização: Sicília |                         |
| Centros das vastas propriedades em que se baseava a economia rural, as vilas eram o símbolo por excelência da exploração agrária no Império Romano do Ocidente. Um dos exemplos mais suntuosos desses edifícios é a vila de Casale (Sicília), que preservou sua configuração do século IV. Pela sua abundância e qualidade, os mosaicos que adornam quase todas as salas são os mais belos de todo o mundo romano conservados in situ. (UNESCO/BPI) |                         |

| | Zona Arqueológica de Agrigento |
| Bem cultural inscrito em 1997. |                                |
| Localização: Sicília |                                |
| Colônia grega fundada no século VI a.C., Agrigento se tornou uma das cidades mais importantes do mundo mediterrâneo. Sua altiva supremacia é evidenciada pelos restos dos magníficos templos dóricos que dominam a cidade antiga. Muitos vestígios da cidade permanecem intactos sob os campos e pomares dos nossos dias. Algumas das áreas escavadas lançaram luz sobre a cidade helenística tardia, bem como sobre a cidade romana e as práticas funerárias dos agrigentinos da era paleocristã. (UNESCO/BPI) |                                |

| | Zonas Arqueológicas de Pompeia, Herculano e Torre Annunziata |
| Bem cultural inscrito em 1997. |                                                              |
| Localização: Campânia |                                                              |
| A erupção do Vesúvio em 24 de agosto de 79 enterrou as duas florescentes cidades romanas de Pompéia e Herculano, bem como inúmeras mansões nas regiões vizinhas. A partir de meados do século XVIII, suas ruínas gradualmente começaram a ser desenterradas e se tornaram acessíveis ao público. A vasta extensão ocupada pelos restos da cidade mercantil de Pompéia contrasta com o espaço menor dos vestígios mais bem preservados da cidade residencial de Herculano. As soberbas pinturas murais da Villa Oplontis, localizada em Torre Annunziata, são um testemunho vívido da vida opulenta dos cidadãos romanos mais ricos nos primeiros anos da Roma Imperial. (UNESCO/BPI) |                                                              |

| | Centro Histórico de Urbino |
| Bem cultural inscrito em 1998. |                            |
| Localização: Marcas |                            |
| Construída no topo de uma colina na região das Marcas, a pequena cidade de Urbino foi palco de um florescimento cultural surpreendente no século XV que não só atraiu artistas e estudiosos de toda a Itália e além, mas também influenciou o desenvolvimento cultural de várias regiões da Europa. A estagnação econômica e cultural em que a cidade foi submersa a partir do século XVI contribuiu para preservar admiravelmente a aparência que oferecia na época do Renascimento. (UNESCO/BPI) |                            |

| | Parque Nacional do Cilento e do Vale de Diano |
| Bem cultural inscrito em 1998. |                                               |
| Localização: Campânia |                                               |
| A região do Cilento abriga uma paisagem cultural de excepcional qualidade, na qual - ao longo de três cadeias montanhosas que se estendem de leste a oeste - se sucedem impressionantes conjuntos de santuários e assentamentos humanos, testemunhos vívidos da história desta região, que foi ao mesmo tempo um importante rota comercial e ponto de contatos políticos e trocas comerciais, tanto na pré-história quanto na Idade Média. O local, que também era a fronteira entre as colônias helênicas da Magna Grécia e as populações nativas de etruscos e lucanianos, preserva os restos de Paestum e Velia, duas importantes cidades da antiguidade clássica. (UNESCO/BPI) |                                               |

| | Zona Arqueológica e Basílica Patriarcal de Aquileia |
| Bem cultural inscrito em 1998. |                                                     |
| Localização: Friul-Veneza Júlia |                                                     |
| Localizado na região de Friuli-Venezia Giulia, este local contém as ruínas de Aquileia, que foi uma das cidades mais importantes e prósperas do Alto Império Romano, antes de ser destruída por Átila em meados do século V. ruínas permanecem intactas, enterradas sob os campos circundantes, o que torna este local a maior reserva arqueológica do gênero no mundo. O notável edifício da basílica patriarcal, adornado com um magnífico pavimento em mosaico, testemunha a importância da Igreja desta cidade, que desempenhou um papel essencial na evangelização de grande parte da Europa Central. (UNESCO/BPI) |                                                     |

| | Vila Adriana |
| Bem cultural inscrito em 1999. |              |
| Localização: Lazio |              |
| Localizada em Tivoli, não muito longe de Roma, a Villa Adriana é um magnífico conjunto de edifícios clássicos construídos por ordem do imperador Adriano no século II, combinando os melhores elementos do legado arquitetônico do Egito, Grécia e Roma, formando uma espécie de " cidade". (UNESCO/BPI) |              |

| | Assis, Basílica de São Francisco e outros sítios franciscanos |
| Bem cultural inscrito em 2000. |                                                               |
| Localização: Umbria |                                                               |
| Construída no alto de uma colina, a cidade medieval de Assis, berço de São Francisco, está intimamente ligada à obra da ordem religiosa por ele fundada. Suas obras-primas da arte medieval – a Basílica de São Francisco e as pinturas de Cimabue, Pietro Lorenzetti, Simone Martini e Giotto – fizeram desta cidade um ponto de referência fundamental para o desenvolvimento das artes e da arquitetura na Itália e na Europa. (UNESCO/BPI) |                                                               |

| | Ilhas Eólias |
| Bem natural inscrito em 2000. |              |
| Localização: Sicília |              |
| Cenário permanente de fenômenos vulcânicos, este local é um exemplo excepcional do papel desempenhado pelos vulcões na emergência e destruição de ilhas. Estudadas por estudiosos e cientistas desde pelo menos o século XVIII, as Ilhas Eólias permitiram à vulcanologia descrever dois tipos de erupções (vulcaniana e estromboliana) e ocuparam lugar de destaque na formação de geólogos por mais de 200 anos. Hoje, eles continuam a oferecer um campo fértil de estudo para os vulcanólogos. (UNESCO/BPI) |              |

| | Cidade de Verona |
| Bem cultural inscrito em 2000. |                  |
| Localização: Vêneto |                  |
| Fundada no século I a.C., a histórica cidade de Verona experimentou dois períodos de expansão: o primeiro sob o domínio da família Scaliger entre os séculos XIII e XIV, e o segundo sob o domínio da República de Veneza entre os séculos XV e XV . XVIII. Verona é um exemplo excepcional de fortaleza que preservou um número considerável de monumentos da Antiguidade greco-romana, da Idade Média e do Renascimento. (UNESCO/BPI) |                  |

| | Villa d'Este |
| Bem cultural inscrito em 2001. |              |
| Localização: Lazio |              |
| O palácio e jardim da Villa d'Este, situado em Tivoli, são um dos testemunhos mais notáveis e completos do refinamento da cultura renascentista. O seu design inovador e os lagos, fontes e outros elementos arquitetónicos do seu jardim – um dos primeiros “giardini delle meraviglie” – constituem um exemplo incomparável da paisagem italiana do século XVI, que logo serviu de modelo para a criação de jardins em todo o mundo. o resto da Europa. (UNESCO/BPI) |              |

| | Cidades do Barroco Tardio do Val di Noto |
| Bem cultural inscrito em 2002. |                                          |
| Localização: Sicília |                                          |
| Este sítio é composto por oito cidades no sudeste da Sicília – Caltagirone, Militello, Val Di Catania, Catania, Modica, Noto, Palazzolo, Ragusa e Scicli – que foram reconstruídas in situ, ou em suas proximidades, após o terremoto que as destruiu em 1693. Fruto de uma iniciativa colectiva de grande envergadura, a sua reconstrução caracterizou-se pelo elevado nível das obras arquitectónicas e artísticas realizadas. Construídas no estilo barroco tardio predominante da época, essas cidades são um exemplo altamente ilustrativo de toda uma série de inovações notáveis no planejamento urbano e nas técnicas de construção. (UNESCO/BPI) |                                          |

| | Sacri Monti do Piemonte e da Lombardia |
| Bem cultural inscrito em 2003. |                                        |
| Localização: Piemonte / Lombardia |                                        |
| Composto por nove Sacri Monti (montanhas sagradas) do norte da Itália, este local possui conjuntos de capelas e outros edifícios dos séculos XVI e XVII dedicados à celebração de diferentes aspectos do cristianismo. Além de seu significado espiritual e simbólico, o local é de grande beleza devido à habilidade com que os elementos arquitetônicos foram integrados à paisagem natural circundante composta por colinas, florestas e lagos. O local também possui uma infinidade de importantes obras de arte, em particular pinturas murais e estátuas. (UNESCO/BPI) |                                        |

| | Monte San Giorgio |
| Bem cultural inscrito em 2003, estendido em 2010. |                   |
| Este bem é compartilhado com: Suíça . |                   |
| Localização: Lombardia |                   |
| Situada no cantão suíço de Ticino, ao sul do Lago de Lugano, esta montanha arborizada de 1096 metros de altitude e forma piramidal é considerada um dos melhores expoentes do que foi a vida marinha do Período Triássico (há entre 245 e 230 milhões de anos). O sítio foi inscrito na Lista do Patrimônio Mundial em 2003 e sua extensão atual abrange a área contígua italiana, localizada do outro lado da fronteira. A expansão do sítio deve-se ao excepcional número e variedade de depósitos fósseis do Período Triássico encontrados naquela área. (UNESCO/BPI) |                   |

| | Necrópoles Etruscas de Cerveteri e Tarquinia |
| Bem cultural inscrito em 2004. |                                              |
| Localização: Lazio |                                              |
| Estas duas grandes necrópoles testemunham os diferentes ritos funerários praticados pelos etruscos entre os séculos IX e I aC. e são um dos melhores testemunhos da cultura desta vila, criadora da primeira civilização urbana no norte do Mediterrâneo.Alguns dos seus túmulos, escavados na rocha e encimados por impressionantes túmulos, são grandiosos. Muitos deles são adornados com baixos-relevos ou pinturas murais de qualidade excepcional. A necrópole de Banditaccia, localizada perto da cidade de Cerveteri, possui milhares de túmulos cuja disposição se organiza segundo um traçado análogo ao plano urbano de uma cidade, com seus bairros, ruas e praças. Os túmulos deste cemitério são de tipos muito diferentes: túmulos, valas escavadas na pedra e cavidades feitas na rocha em forma de cabanas ou casas com uma grande profusão de elementos estruturais, que os tornam os únicos vestígios de residências etruscas arquitetura. A necrópole de Tarquinia, conhecida pelo nome de Monterozzi, tem 6.000 túmulos esculpidos na rocha e é famosa pelos 200 adornados com pinturas. As sepulturas mais antigas datam do século VII a.C. (UNESCO/BPI) |                                              |

| | Vale de Orcia |
| Bem cultural inscrito em 2004. |               |
| Localização: Toscana |               |
| A paisagem do vale do rio Orcia faz parte da região agrícola perto de Siena. Foi projetado e criado nos séculos XIV e XV, quando esta cidade-estado colonizou seu entorno com o objetivo de criar um modelo ideal de ordenamento do território e compor um panorama paisagístico agradável. As qualidades estéticas da paisagem de planícies calcárias, onde se erguem colinas quase cónicas com povoações fortificadas nos topos, inspiraram um grande número de artistas, que ilustraram com as suas obras a beleza desta paisagem agrária modelada segundo os critérios de ordenamento do território da Renascimento. . Para além da paisagem agrícola e pastoril resultante de uma colonização planeada em que se evidenciam os inovadores sistemas de ordenamento do território da época, o local compreende uma série de pequenas vilas, aldeias e quintas, bem como a Via Francigena dos Romanos, que é pontilhada de abadias, pousadas, santuários e pontes. (UNESCO/BPI) |               |

| | Siracusa e a Necrópole Rochosa de Pantalica |
| Bem cultural inscrito em 2005. |                                             |
| Localização: Sicília |                                             |
| O sítio é composto por duas partes diferenciadas com notáveis vestígios da época greco-romana. A primeira é a Necrópole de Pantalica, localizada perto de algumas pedreiras a céu aberto, que possui mais de 5.000 túmulos escavados na rocha entre os séculos XIII e VII aC. C. Nesta necrópole existem vestígios da época bizantina, nomeadamente as fundações do "Anaktoron" (Palácio do Príncipe). A segunda parte é composta pela antiga Siracusa, onde se pode ver o núcleo original desta cidade fundada por colonos gregos que chegaram de Corinto no século VIII aC. C, que originalmente recebeu o nome de Ortygia. No sítio de Siracusa existem vestígios do Templo de Atena (século V aC), que mais tarde foi transformado em catedral. Há também vestígios de um teatro grego, um anfiteatro romano, um forte e muitas outras construções. A antiga Siracusa oferece um exemplo único da evolução da civilização mediterrânea ao longo de mais de três milênios. (UNESCO/BPI) |                                             |

| | Génova: Le Strade Nuove e o sistema dos Palazzi dei Rolli |
| Bem cultural inscrito em 2006. |                                                           |
| Localização: Ligúria |                                                           |
| A Strade Nuove e o sistema dos Palazzi dei Rolli no centro histórico de Gênova datam do final do século XVI e início do século XVII, época em que esta república marítima estava no auge de seu poder financeiro e comercial. Este sítio constitui o primeiro exemplo de um projeto de urbanismo em lotes realizado na Europa por entidades públicas num quadro unitário, e está associado a um sistema particular de alojamento público em habitações particulares, instituído por decreto do Senado da República da Génova em 1576. O local compreende um conjunto de casarões renascentistas e barrocos que ladeiam as novas ruas (strade nuove). Estes edifícios apresentam uma extraordinária variedade de soluções arquitetónicas, de importância universal devido à sua adaptação exemplar às características particulares da sua localização e às exigências de uma organização socioeconómica específica. Constituem também um exemplo original de um sistema público de residências privadas, cujos proprietários tinham a obrigação de abrigar os hóspedes oficiais do Estado. (UNESCO/BPI) |                                                           |

| | Mântua e Sabioneta |
| Bem cultural inscrito em 2008. |                    |
| Localização: Lombardia |                    |
| Localizadas no norte da Itália, essas duas cidades são representativas de duas vertentes do urbanismo renascentista. Mântua é um exemplo de renovação e ampliação de uma cidade existente, enquanto Sabionetta, localizada a cerca de 30 quilômetros de distância, é ilustrativa das teorias renascentistas sobre o planejamento da cidade ideal. Embora algumas partes do seu tecido urbano sejam regulares, o traçado irregular de Mântua testemunha as diferentes fases do seu crescimento desde o tempo do Império Romano. Esta cidade tem inúmeros monumentos medievais – incluindo uma rotunda do século XI – e um teatro barroco. Em vez disso, Sabionetta, construída na segunda metade do século XVI por ordem de Vespasiano Gonzaga Colonna, pode ser definida como uma cidade de um único período com planta quadriculada. Ambas as cidades são um testemunho excepcional das realizações urbanas, arquitetônicas e artísticas do Renascimento, ditadas pela visão e ambições da família governante Gonzaga. A importância dos dois locais está no valor de sua arquitetura e seu papel eminente na difusão da cultura renascentista. Os ideais deste, promovidos pelos Gonzaga, têm se refletido na morfologia e arquitetura de ambas as cidades. (UNESCO/BPI) |                    |

| | Dolomitas |
| Bem natural inscrito em 2009. |           |
| Localização: Vêneto |           |
| As Dolomitas estão localizadas na parte norte dos Alpes italianos. Esta cadeia de montanhas tem 18 picos que se elevam a mais de 3.000 metros de altura. O local inscrito na Lista do Património Mundial abrange 141.903 hectares e é uma das mais belas paisagens montanhosas do mundo, caracterizada pela presença de paredes verticais, falésias escarpadas e uma grande densidade de vales estreitos, profundos e longos. O sítio é composto por uma série de nove zonas com paisagens espetaculares altamente diversificadas e de grande importância internacional para a geomorfologia, devido aos seus notáveis pináculos, cúspides e paredes rochosas. Também possui relevos glaciais e sistemas cársticos. A dinâmica dos processos naturais do local é caracterizada pela frequência de deslizamentos, avalanches e inundações. O local também é um dos melhores exemplos existentes de preservação de sistemas de plataformas carbonárias da Era Mesozoica com registros fósseis. (UNESCO/BPI) |           |

| | Ferrovia Rética na Paisagem da Albula e da Bernina |
| Bem cultural inscrito em 2011. |                                                    |
| Este bem é compartilhado com: Suíça . |                                                    |
| Localização: Lombardia |                                                    |
| Este local reúne duas linhas ferroviárias históricas que cruzam os Alpes Suíços através de duas passagens nas montanhas. Inaugurada em 1904, a linha Albula está localizada na parte nordeste do local e tem 67 km de extensão. É composto por um impressionante conjunto de obras de engenharia composto por 42 túneis e galerias cobertas e 144 pontes e viadutos. A linha Bernina tem 61 km de extensão e possui 13 túneis e galerias e 52 pontes e viadutos. O local é um exemplo notável do uso da ferrovia, no início do século XX, para acabar com o isolamento das populações dos Alpes centrais e induzir uma mudança socioeconômica duradoura na vida dos serranos. Este caminho-de-ferro é uma conquista técnica, arquitetônica e ambiental excecional, materializando as conquistas que a arquitetura e a engenharia civil podem alcançar em perfeita harmonia com a paisagem envolvente. (UNESCO/BPI) |                                                    |

| | Centros de poder dos Lombardos na Itália (568-774) |
| Bem cultural inscrito em 2011. |                                                    |
| Localização: Apúlia / Campânia / Umbria / Lombardia / Friul-Veneza Júlia |                                                    |
| Este sítio inclui sete conjuntos de edifícios importantes –fortalezas, igrejas, mosteiros, etc.– localizados em toda a Península Itálica. Estes edifícios são testemunho das grandes conquistas dos lombardos, um povo do norte da Europa que desenvolveu a sua cultura específica na península italiana, onde dominaram vastos territórios entre os séculos VI e VIII. A transição da Antiguidade para a Idade Média na Europa foi marcada pela síntese de estilos arquitetônicos realizada pelos lombardos, em que se fundiram o legado do antigo Império Romano e a espiritualidade do cristianismo, além de influências de Bizâncio e da Europa. Norte germânico. Os sete sítios que compõem o sítio testemunham o importante papel desempenhado pelos lombardos no desenvolvimento espiritual e cultural do cristianismo medieval europeu, no qual promoveram particularmente o movimento monástico. (UNESCO/BPI) |                                                    |

| | Sítios palafíticos pré-históricos em redor dos Alpes |
| Bem cultural inscrito em 2011. |                                                      |
| Este bem é compartilhado com: Alemanha, Áustria, França, Eslovênia e Suíça . |                                                      |
| Localização: Piemonte / Lombardia / Trentino-Alto Ádige / Friul-Veneza Júlia / Vêneto |                                                      |
| Este local compreende 111 lugares com ruínas de assentamentos humanos pré-históricos em casas de palafitas, ou seja, casas construídas sobre palafitas. Localizados dentro da área dos Alpes e em seus arredores, esses vestígios datam do período entre o quinto milênio e o século V a.C. e estão localizados nas margens de lagos, rios e pântanos. Escavações arqueológicas, realizadas apenas em alguns lugares até o momento, forneceram elementos que dão um vislumbre do cotidiano do homem neolítico e da Idade do Bronze na Europa Alpina, bem como sua interação com o meio ambiente. Cinquenta e seis dos locais que compõem o local estão localizados na Suíça. Esses assentamentos humanos, que formam um conjunto único de restos arqueológicos excepcionalmente bem preservados e extraordinariamente ricos culturalmente, constituem uma das fontes mais importantes para o estudo das sociedades agrárias primitivas da região. (UNESCO/BPI) |                                                      |

| | Monte Etna |
| Bem cultural inscrito em 2013. |            |
| Localização: Sicília |            |
| O Monte Etna é um local icônico de 19.237 hectares desabitados na parte mais alta do Monte Etna, na costa leste da Sicília. O Monte Etna é a ilha montanhosa mais alta do Mediterrâneo e o estratovulcão mais ativo do mundo. A história da erupção do vulcão pode ser rastreada há 500.000 anos e pelo menos 2.700 anos dessa atividade foram documentados. A atividade eruptiva quase contínua do Monte Etna influencia a vulcanologia, geofísica e outras disciplinas científicas na Terra. O vulcão também fornece importantes ecossistemas terrestres, incluindo flora e fauna endêmicas, e sua atividade o torna um laboratório natural para o estudo de processos ecológicos e biológicos. A diversidade da geografia vulcânica, como crateras, cones de cinzas, fluxos de lava e a depressão do Valle de Bove, tornaram o local um destino privilegiado para pesquisa e educação. (UNESCO/BPI) |            |

| | Vilas e Jardins dos Médici na Toscana |
| Bem cultural inscrito em 2013. |                                       |
| Localização: Toscana |                                       |
| Doze vilas e dois jardins espalhados pela paisagem toscana compõem este local que testemunha a influência exercida pelos Médici na cultura europeia através de seu amplo patrocínio. Construídas em harmonia com a natureza entre os séculos XV e XVII, as vilas e jardins representam um sistema original de edifícios campestres dedicados ao prazer, às artes e ao conhecimento. As vilas têm uma função e forma inovadoras, um novo tipo de residência principesca que difere tanto das fazendas pertencentes aos ricos florentinos da época quanto dos castelos militares dos barões. As Medici Villas são o primeiro exemplo da conexão entre arquitetura, jardins e entorno e se tornaram uma referência duradoura para residências nobres na Itália e na Europa. Seus jardins e integração com o ambiente natural ajudaram a desenvolver a valorização da paisagem característica do Humanismo e do Renascimento. (UNESCO/BPI) |                                       |

| | Paisagem vinícola do Piemonte: Langhe-Roero e Monferrato |
| Bem cultural inscrito em 2014. |                                                          |
| Localização: Piemonte |                                                          |
| Este local abrange cinco zonas vitícolas com esplêndidas paisagens de vinhas e o castelo de Cavour, uma personagem emblemática não só na história de Itália, mas também na promoção da viticultura na região. Localizado ao sul do Piemonte, entre o rio Pó e os Apeninos da Ligúria, o local continua a ser o cenário para a aplicação de todo um conjunto de procedimentos técnicos e econômicos para o cultivo da vinha e o envelhecimento do vinho, característicos desta área há muitos anos. O pólen de videira foi encontrado na região que remonta ao século V a.C., época em que o Piemonte era uma área de trocas comerciais e culturais entre etruscos e celtas. Ambas as cidades legaram palavras de suas respectivas línguas relacionadas ao vinho, cujos vestígios ainda permanecem no dialeto local. Na época do Império Romano, Plínio, o Velho, já dizia que a região do Piemonte era uma das mais propícias de toda a Itália antiga para o cultivo da vinha. Por sua vez, o geógrafo grego Estrabão menciona os barris de vinho da região. (UNESCO/BPI) |                                                          |

| | Palermo árabe-normanda e as Catedrais de Cefalù e Monreale |
| Bem cultural inscrito em 2015. |                                                            |
| Localização: Sicília |                                                            |
| Os normandos que ocuparam a Sicília vieram da Normandia, onde se estabeleceram no século IX de seu local de origem na Península Escandinava. A conquista normanda deu um grande impulso na construção de edifícios diferentes, mas os construtores e mestres de obras vieram das mesmas regiões e do Norte. Palermo, que teve o favor dos reis normandos, foi a capital do Reino da Sicília, e importantes obras foram construídas lá, como a igreja de São Nicolau dos gregos ou Chiesa della Martorana, o Palácio de Zisa e o Palazzo dei Normanni ("Palácio dos Normandos"), dentro do qual está a Capela Palatina. Além de Palermo, destacam-se também as catedrais de Cefalu e Monreale. (UNESCO/BPI) |                                                            |

| | Florestas primárias de faias dos Cárpatos e de outras regiões da Europa |
| Bem natural inscrito em 2007, estendido em 2011, 2017 e 2021. |                                                                         |
| Este bem é compartilhado com: Albânia, Áustria, Bélgica, Bulgária, Croácia, Eslováquia, Eslovênia, Polónia, Roménia, Espanha e Ucrânia. |                                                                         |
| Localização: Basilicata / Calábria / Lazio / Umbria / Toscana |                                                                         |
| Esta extensão transfronteiriça do Patrimônio Mundial de grãos cárpatos primários e antigas florestas de Beedland da Alemanha (Alemanha, Eslováquia e Ucrânia) abrange 12 países. Desde o fim da última Era Glacial, as beterrabas europeias se espalharam de alguns refúgios isolados nos Alpes, nos Cárpatos, no Mediterrâneo e nos Pirenéus por um curto período de alguns milhares de anos em um processo que ainda perdura. Essa expansão bem sucedida está relacionada à flexibilidade das árvores e tolerância a diferentes condições climáticas, geográficas e físicas. (UNESCO/BPI) |                                                                         |

| | Obras venezianas de defesa dos séculos XV a XVII: Stato da Terra – Stato da Mar ocidental |
| Bem cultural inscrito em 2017. |                                                                                           |
| Este bem é compartilhado com: Croácia e Mónaco. |                                                                                           |
| Localização: Lombardia / Vêneto / Friul-Veneza Júlia |                                                                                           |
| Este sítio abriga 15 fortificações castrenses situadas na Croácia, Itália e no Montenegro que se estendem ao longo de mais de mil quilômetros, desde a Lombardia italiana até a costa oriental do Mar Adriático. As fortificações terrestres do "Stato da Terra" defendiam o franco noroeste da Sereníssima República de Veneza, enquanto as navais do "Stato da Mar" protegiam seus portos e as rotas marítimas que iam do Adriático até Bizâncio e o Oriente Próximo para apoiar o poderia e expansão da Sereníssima. Com o inovador uso da artilharia na arte da guerra, a concepção da arquitetura e as técnicas castrenses se modificaram profundamente, dando espaço à construção de fortificações "alla moderna" (isto é, com baluartes) que mais tarde se estenderiam por toda a Europa. (UNESCO/BPI) |                                                                                           |

| | Ivrea, cidade industrial do século XX |
| Bem cultural inscrito em [[]]. |                                       |
| Localização: Piemonte |                                       |
| Localizado na região do Piemonte, o complexo industrial da cidade de Ivrea foi o laboratório de experimentação e produção da empresa Olivetti, dedicada à fabricação de máquinas de escrever, calculadoras mecânicas e computadores de escritório. Para além de uma grande fábrica, o local inclui toda uma série de edifícios destinados a albergar diversos serviços administrativos e sociais, bem como alojamento para o pessoal. Projetado por eminentes arquitetos italianos entre as décadas de 1930 e 1960, este conjunto arquitetônico é um reflexo das ideias do Movimento Comunitário (Movimento Comunità) cujo objetivo era realizar projetos sociais com uma visão moderna da relação entre arquitetura e produção fabril. (UNESCO/BPI) |                                       |

| | Grandes cidades termais da Europa |
| Bem cultural inscrito em 2021. |                                   |
| Localização: Toscana |                                   |
| Este bem é compartilhado com: Alemanha, Áustria, Bélgica, Chéquia, França e Reino Unido. |                                   |
| Este sítio transnacional abrange as famosas estâncias balneares localizadas em onze cidades de sete países europeus: Baden bei Wien (Áustria); Spa (Bélgica); Františkovy Lázně, Karlovy Vary e Mariánské Lázně (Chéquia); Vichy (França); Bad Ems, Baden-Baden e Bad Kissingen (Alemanha); Montecatini Terme (Itália) e Cidade de Bath (Reino Unido). O desenvolvimento de todas essas localidades deveu-se à existência de nascentes de água mineral em seus territórios, bem como ao auge das curas termais na Europa desde o início do século XVIII até a terceira década do século XX. Daí a criação de grandes centros termais para um público internacional abastado, o que influenciou a sua estrutura urbana porque a vida da cidade se organizou em torno dos edifícios e estâncias ("kurhaus" e "kursaal", em alemão) dedicados às terapias termais. Construídos com suntuosas colunatas, galerias e salas, esses edifícios foram projetados para incentivar a prática do banho e o consumo de águas minerais, e também para explorar o seu potencial econômico. As estâncias termais criaram ainda inúmeros jardins, salas de conferências, casinos, teatros, hotéis, residências mansões e infraestruturas especificamente destinadas à condução de águas termais. Todas as construções foram integradas em complexos urbanos de grande beleza paisagística, zelosamente organizados para a administração de terapias e a realização de atividades recreativas. O conjunto desses spas é representativo da importância da troca de valores humanos, bem como da evolução da ciência, da medicina e da balneoterapia. (UNESCO/BPI) |                                   |

| | Séries de afrescos do século XIV em Pádua |
| Bem cultural inscrito em 2021. |                                           |
| Localização: Emília-Romanha |                                           |
| Este local compreende oito conjuntos de edifícios seculares e religiosos que desempenham várias funções e estão localizados dentro da histórica cidade murada de Pádua. Todos eles abrigam várias séries de afrescos encomendados entre 1302 e 1397 por vários patronos de diferentes pintores. No entanto, essas pinturas têm em comum a unidade de estilo e conteúdo. Entre eles estão os afrescos executados por Giotto na capela Scrovegni, que marcaram o início de uma etapa revolucionária na história da pintura mural. Há também obras murais de outros artistas proeminentes, como Guariento de Arpo, Giusto de Menabuoi, Altichiero de Zevio, Jacopo Avanzi e Jacopo de Verona. Em conjunto, essas séries de afrescos são representativas da maneira como a pintura mural evoluiu ao longo de um século, ganhando um novo impulso criativo e elaborando um conceito inovador de representação espacial. (UNESCO/BPI) |                                           |

| | Carste evaporítico e cavernas dos Apeninos setentrionais |
| Bem natural inscrito em 2023. |                                                          |
| Localização: Emília-Romanha / Marcas |                                                          |
| A propriedade serial é um terreno cárstico epigênico de gipsita excepcionalmente bem preservado. Inclui uma alta densidade de cavernas: mais de 900 cavernas em uma área relativamente pequena, com mais de cem quilômetros de cavernas no total. Trata-se do primeiro e melhor estudado carste evaporítico do mundo, com trabalho acadêmico iniciado no século XVI. Também inclui algumas das cavernas de gipsita mais profundas existentes, algumas atingindo 265 metros abaixo da superfície. (UNESCO/BPI) |                                                          |

| Trecho da Via Ápia nos arredores de Roma. | Via Ápia (Regina Viarum) |
| Trecho da Via Ápia nos arredores de Roma. | Bem cultural inscrito em 2024. |
| Trecho da Via Ápia nos arredores de Roma. | Localização: Abruzos / Apúlia / Lácio |
| Trecho da Via Ápia nos arredores de Roma. | Com mais de 800 quilômetros de extensão, a Via Ápia é a mais antiga e mais importantes das grandes estradas construídas pelos antigos romanos. Construída e desenvolvida desde 312 a.C. até o século IV, a via foi originalmente concebida como uma estrada estratégica para conquista militar, avançando até o Oriente e a Ásia Menor. A Via Ápia posteriormente permitiu o crescimento das cidades que conectava e novos assentamentos surgiram, facilitando a produção agrícola e o comércio. Esta propriedade, composta por 19 partes integrantes, é um conjunto plenamente desenvolvido de obras de engenharia, ilustrando as técnicas avançadas dos engenheiros romanos na construção de estradas, projetos de engenharia civil, infraestrutura e obras de aterramento, bem como uma vasta série de estruturas monumentais incluindo, por exemplo, arcos triunfais, termas, anfiteatros e basílicas, aquedutos, canais, pontes e fontes públicas. (UNESCO/BPI) |

## Lista Indicativa
Em adição aos sítios inscritos na Lista do Patrimônio Mundial, os Estados-membros podem manter uma lista de sítios que pretendam nomear para a Lista de Patrimônio Mundial, sendo somente aceitas as candidaturas de locais que já constarem desta lista. Desde 2021, a Itália apresenta 31 locais em sua Lista Indicativa.
| Sítio                                                                                              | Imagem | Localização                 | Ano  | Dados UNESCO                    | Descrição |
| -------------------------------------------------------------------------------------------------- | ------ | --------------------------- | ---- | ------------------------------- | --- |
| Lago Maior e Lago d'Orta                                                                           |        | Piemonte                    | 2006 | Cultural: ii, vi                | A paisagem cultural das terras lacustres foi moldada desde o século XVI com a construção de vilas e jardins nas costas dos lagos e nas ilhas para os proprietários ricos. Desde o século XIX, a área tornou-se um destino turístico popular. Os edifícios são dos períodos renascentista, barroco e neoclássico. |
| Jardim Botânico Hanbury                                                                            |        | Ligúria                     | 2006 | Cultural: ii, iv                | Os jardins botânicos foram criados por Sir Thomas Hanbury na segunda metade do século XIX com o objetivo de cultivar plantas exóticas extraeuropeias e experimentações botânicas. Os jardins tornaram-se um protótipo para os jardins semelhantes na Ligúria e outros locais. |
| Orvieto                                                                                            |        | Umbria                      | 2006 | Cultural: i, iv, v              | Orvieto era uma cidade etrusca que atingiu seu auge entre o século VI e IV a.C. e depois declinou na época romana. Na Idade Média, ganhou destaque nos séculos XIII e XIV, quando a catedral (foto) foi construída. A fachada altamente decorada é uma obra-prima da arquitetura gótica italiana. |
| Via Ápia                                                                                           |        | Lazio                       | 2006 | Cultural: i, ii, iv, v, vi      | A Via Ápia foi uma das primeiras e estrategicamente mais importantes estradas romanas. Construída em 312 a.C., ligava Roma a Brindisi. Revolucionária no projeto de estradas, contornava as cidades ao longo do caminho, apresentando várias pontes e viadutos, era pavimentada com lajes de basalto bem ajustadas e era pública e gratuita. Esteve em uso até a Idade Média e, após reformas, mesmo em períodos posteriores.                                                                                       |
| Villas da Nobreza Papal                                                                            |        | Lazio                       | 2006 | Cultural: i, ii, iii, iv        | Esta indicação compreende 15 vilas suburbanas construídas a partir da segunda metade do século XVI para altos clérigos e nobres relacionados com a corte papal. Foram projetados por alguns dos arquitetos mais proeminentes do período, incluindo Gian Lorenzo Bernini e Francesco Borromini, e foram decorados por artistas importantes. As villas são tipicamente cercadas por parques e jardins. |
| Salento e o Barocco leccese                                                                        |        | Apúlia                      | 2006 | Cultural: i, iii, iv            | A península de Salento foi moldada por inúmeras civilizações ao longo dos séculos, com vestígios pré-históricos dos Messápios. Uma característica definitiva da região é o chamado "Barocco Leccese", uma forma de barroco que se desenvolveu em Lecce sob a iniciativa da Contra-Reforma. O estilo é altamente decorativo e visa mostrar o poder da Igreja Católica. |
| Monastério Católico de Stilo e Complexos Bizantinos                                                |        | Calábria                    | 2006 | Cultural: ii, iii, iv           | Entre os séculos VI e XI, a Calábria esteve sob a influência do Império Bizantino. Isso se reflete na arquitetura da igreja e dos mosteiros, muitas vezes em cavernas. Os mosteiros atraíram eremitas que fugiam da Síria e do Egito, trazendo consigo suas tradições. A candidatura compreende várias igrejas e edifícios relacionados. |
| Arquipélago de Maddalena e Estreito de Bonifácio                                                   |        | Sardenha                    | 2006 | Natural: vii, ix, x             | O arquipélago está localizado no Estreito de Bonifácio entre as ilhas da Sardenha e Córsega e é compartilhado entre a Itália e a França. A área é um habitat importante para diferentes espécies de cetáceos. O fundo do mar é coberto por prados de Posidonia oceanica. |
| Mócia e Marsala: A civilização fenício-púnica na Itália                                            |        | Sicília                     | 2006 | Cultural: iii, iv, vi           | Mócia era um assentamento púnico em uma ilha na costa da Sicília, fundada no século VII a.C. Muitas estelas esculpidas foram preservadas do período. A cidade foi saqueada por Siracusa em 398 a.C. Os sobreviventes se estabeleceram em Lilibelo, que se transformou em uma fortaleza militar até ser tomada pelos romanos durante as Guerras Púnicas. A região também prosperou sob o domínio romano. |
| Bradissismo nos Campos Flégreos                                                                    |        | Campânia                    | 2006 | Natural: vii, viii, x           | O bradissismo é a elevação ou descenço gradual de parte da superfície da Terra causada pela atividade vulcânica. Este efeito tem como exemplar o Macelo de Pozzuoli (foto), um monumento romano onde moluscos marinhos perfuraram as colunas que agora estão até 7 metros (23 pés) acima do piso do monumento, indicando que a área estava em algum ponto submersa no mar. |
| Cascata delle Marmore e Valnerina: sítios monásticos e antigas obras de recuperação hidrogeológica |        | Úmbria                      | 2006 | Cultural: i, iv, v, vi          | Valnerina, no vale do rio Nera, atraiu monges siríacos que ali se estabeleceram no século IV. Nos séculos seguintes, as ermidas se transformaram em organizações monásticas. Os monges modificaram o terreno drenando os pântanos e redirecionando os rios para criar terras agrícolas. A Cascata delle Marmore (foto) é uma cachoeira artificial, criada pelo cônsul Mânio Cúrio Dentato em 271 a.C. para evitar inundações no Vale do Rieti. Nos tempos modernos, usinas hidrelétricas foram instaladas nos rios. |
| Pelagos: O Santuário de Cetáceos                                                                   |        | Ligúria                     | 2006 | Natural: vii, ix, x             | A área protegida ao largo da costa da Ligúria, Sardenha e Toscana, bem como nas águas territoriais de Mônaco e da França, abrange cerca de 100.000 km². É o lar de muitas espécies de baleias e outras faunas marinhas. |
| Asinara                                                                                            |        | Sardenha                    | 2006 | Natural: vii, ix, x             | A ilha ao largo da costa da Sardenha é interessante do ponto de vista geológico, com raras rochas metamórficas anfibolito negro com 950 milhões de anos. A ilha é habitada desde a pré-história, usada como pasto, e desde o final do século XIX como prisão, colônia penal, campo de concentração para soldados e posto de quarentena. |
| Iglesiente de Sulcis                                                                               |        | Sardenha                    | 2006 | Natural: ix, x                  | Iglesiente, na ilha da Sardenha, é a área de mineração mais importante da Itália. Os depósitos de chumbo, zinco e prata foram explorados pela civilização nurágica, pelo povo púnico e pelos romanos. Em Sulcis, as minas de carvão foram instaladas no século XIX. A mineração terminou no final do século XX. |
| Minas de Mármore de Carrara                                                                        |        | Toscana                     | 2006 | Misto: ii, vi, vii, viii, ix, x | Mármore de alta qualidade foi extraído dos Alpes Apuanos em torno de Carrara já na época romana e existem várias pedreiras do período renascentista. A técnica herdada de diferentes períodos relacionados ao mármore também foi preservada. |
| Transumância: A trilha do pastor real                                                              |        | Abruzos / Molise / Campânia | 2006 | Misto: ii, iii, x               | A transumância é um tipo de pastoreio ou nomadismo, um movimento sazonal de gado entre pastagens fixas de verão e inverno. Na Itália, esta prática tem origem na época pré-romana e continua nos dias atuais. As trilhas de pastoreio estão conectadas a uma rede de estradas com infraestrutura de apoio, como tavernas, santuários e tecelagens. O sítio arqueológico de Sepino está localizado em uma das trilhas.                                                                                               |
| Volterra: Cidade Histórica e Paisagem Cultural                                                     |        | Toscana                     | 2006 | Cultural: iv, v                 | Volterra é uma cidade no topo de uma colina que foi colonizada pelos etruscos e depois pelos romanos. Um teatro romano foi preservado na encosta da colina. No século XV, uma fortaleza renascentista foi construída por Lourenço de Médici. Hoje, a cidade preserva principalmente seu caráter medieval. |
| Aniene e Villa Gregoriana em Tivoli                                                                |        | Lácio                       | 2006 | Cultural: i, ii, iii, iv        | O vale do Aniene era uma importante fonte de água para a cidade de Roma. O primeiro aqueduto foi construído no século II a.C. pelo pretor Quintus Marcius Rex e mais dois nos tempos do Império Romano. A Villa Gregoriana é um parque que foi encomendado em 1835 pelo Papa Gregório XVI para reconstruir e regular o leito do rio Aniene, que foi danificado por enchente em 1826. |
| Murgia de Altamura                                                                                 |        | Apúlia                      | 2006 | Misto: iii, vii, viii           | Murgia é um planalto cárstico composto principalmente de calcário mesozoico. Existem vários fenômenos cársticos presentes, incluindo cavernas e dolinas. Milhares de pegadas de dinossauros, datadas em 70 milhões de anos, foram encontradas na pedreira De Lucia. Em 1993, na caverna de Lamalunga, os arqueólogos descobriram um esqueleto completo de um homem do período Pleistoceno, o Homem de Altamura. |
| Citadela de Alexandria                                                                             |        | Piemonte                    | 2006 | Cultural: ii, iii, iv           | O forte abaluartado perto da cidade de Alessandria foi construído em 1713 sobre uma fortificação mais antiga pela Casa de Saboia, que veio a tomar posse da região. Foi ainda ampliado e fortificado pelos franceses sob Napoleão. O forte também desempenhou um papel em 1859 durante a Segunda Guerra de Independência Italiana. |
| Maciço do Monte Branco                                                                             |        | Vale de Aosta               | 2008 | Natural: vii, viii, ix, x       | O Monte Branco, com altura de 4.810 metros, é o pico mais alto dos Alpes. O maciço tem vários glaciares e é um importante habitat para a flora e fauna de montanha. A indicação é compartilhada com a França e a Suíça. |
| A paisagem cultural dos assentamentos beneditinos na Itália medieval                               |        | Lácio                       | 2016 | Cultural: ii, v, vi             | Esta indicação compreende oito mosteiros beneditinos, uma ordem religiosa monástica fundada por São Bento de Núrsia no século VI. Os mosteiros eram centros de cultura e aprendizado e eram influentes em toda a Itália e Europa localizados fora dos centros urbanos. O trabalho dos monges resultou na criação de uma paisagem cultural que privilegia a convivência com a natureza e a preservação do meio ambiente.                                                                                             |
| Alpes Mediterrâneos                                                                                |        | Piemonte                    | 2017 | Natural: vii                    | Esta indicação transnacional, partilhada com a França e o Mónaco, abrange partes dos Alpes Marítimos e dos Alpes da Ligúria. Esta seção dos Alpes é interessante do ponto de vista geológico, pois fornece um exemplo de uma cordilheira recente (não erodida) transversal à bacia oceânica. Em menos de 70 km, as montanhas caem de 3.297 metros (Monte Argentera) para a profundidade de 2.500 metros na bacia do Mediterrâneo.                                                                                   |
| Civita di Bagnoregio                                                                               |        | Lácio                       | 2017 | Cultural: iii, v                | Civita di Bagnoregio é uma cidade no topo de uma colina que foi povoada pelo menos desde os tempos etruscos. O terreno é feito de tufo e argila frágil e é propenso a deslizamentos de terra e erosão. A cidade demonstra a luta do povo contra um ambiente em mudança e foi importante no desenvolvimento de estudos de manejo de deslizamento de terra. |
| Via Francigena                                                                                     |        | Apúlia                      | 2019 | Cultural: ii, iv, vi            | A Via Francigena é uma rede medieval de estradas que eram usadas pelos peregrinos das terras dos francos a caminho de Roma. As peregrinações eram uma importante forma de intercâmbio cultural entre a Itália e o norte da Europa. A infraestrutura de apoio aos viajantes incluía santuários, hospícios, mosteiros, igrejas, correios e edifícios civis. |
| Arte e Arquitetura na Pré-História da Sardenha: A Domus de Janas.                                  |        | Sardenha                    | 2021 | Cultural: ii, iii, vi           | Esta candidatura inclui sítios de culturas pré-nurágicas da Sardenha, que datam do Neolítico à Idade do Bronze, do quinto ao terceiro milênio a.C. Os sítios incluem sítios megalíticos e hipogeus, mais especificamente menires, dólmens, círculos de pedra e túmulos de câmara. Estas últimas são chamadas de Domus de Janas ("A casa das fadas"), e algumas têm paredes decoradas com pinturas. |
| Biodiversidade Marinha Eocena do Vale do Alpone                                                    |        | Vêneto                      | 2021 | Natural: viii                   | O Lagerstätte ao redor de Verona é excepcionalmente rico em fósseis da época do Eoceno. Há entre 56 e 34 milhões de anos a área fazia parte do Mar de Tétis. Os fósseis incluem peixes e mamíferos marinhos, invertebrados marinhos, como bivalves, gastrópodes e crustáceos, bem como crocodilos, tartarugas e pássaros. Estudos de fósseis vêm ocorrendo desde pelo menos o século XVI. |
| Teatros históricos da região das Marcas                                                            |        | Marcas                      | 2021 | Cultural: ii, iv, vi            | Esta indicação compreende 61 teatros na região das Marcas. Datam do século XVI ao XIX e situam-se frequentemente em povoados menores, por vezes em edifícios municipais ou solares. O estilo dos teatros foi mudando ao longo dos séculos, sendo frequentados variadas classes sociais. Preservam ricas bibliotecas de textos e partituras musicais. |
| Monumentos Nuráguicos da Sardenha                                                                  |        | Sardenha                    | 2021 | Cultural: ii, iv, v             | Esta candidatura compreende 31 locais da civilização Nuráguica da Sardenha do segundo milênio a.C. O traçado característico desta civilização são os nurago, estruturas defensivas megalíticas. Além dos nurago, os locais indicados também incluem ruínas de templos, santuários e povoados. |